# Канталь (горный массив)
Горы Канталь (фр. Monts du Cantal) — горный массив, часть Центрального массива.
Массив расположен севернее плато Обрак на территории одноимённого департамента. Высшая точка — гора Пломб-дю-Канталь (1855 м).
Исторически массив относится к области Карладез (Овернь).
Геологически массив имеет вулканическое происхождение, но последний раз стратовулкан извергался около двух миллионов лет назад. Сегодня он считается крупнейшим в Европе (50 км на 70 км).